# 馬煥
馬煥，生卒年不詳，清朝軍事將領。
康熙五十八年（1719年），任浙江湖州副將。同年，升任山西大同總兵官。雍正三年（1725年），升任陝西固原提督。雍正四年（1726年），緣事革職。